# Plantago coronopus
La piantaggine barbatella (Plantago coronopus L., 1753) è una pianta erbacea perenne della famiglia delle Plantaginaceae

## Etimologia
Il nome generico (Plantago) deriva dalla parola latina "planta" che significa "pianta del piede" e fa riferimento alle piatte foglie basali di questa pianta simili a "piante di un piede". L'epiteto specifico (coronopus) usato anticamente da Teofrasto (371 a.C. – Atene, 287 a.C.), filosofo e botanico greco antico, discepolo di Aristotele, autore di due ampi trattati botanici, deriva da due parole greche: "korone" (= corona) e "puos" (= piede) e fa riferimento alla particolare forma delle foglie (come le punte di una corona). Altre etimologie propongono una traduzione diversa: "piede di corvo".
Il nome scientifico della specie è stato definito da Linneo (1707 – 1778), conosciuto anche come Carl von Linné, biologo e scrittore svedese considerato il padre della moderna classificazione scientifica degli organismi viventi, nella pubblicazione "Species Plantarum - 1: 115" del 1753.

## Descrizione

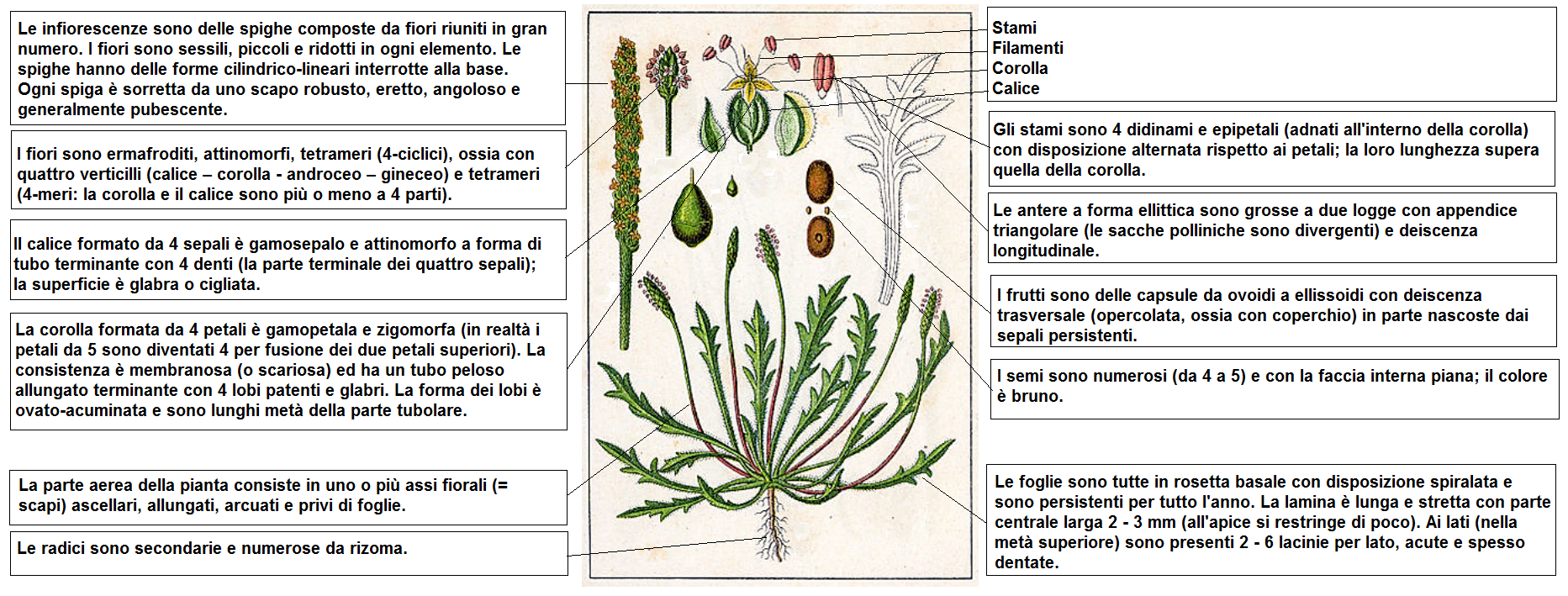
Descrizione delle parti della pianta

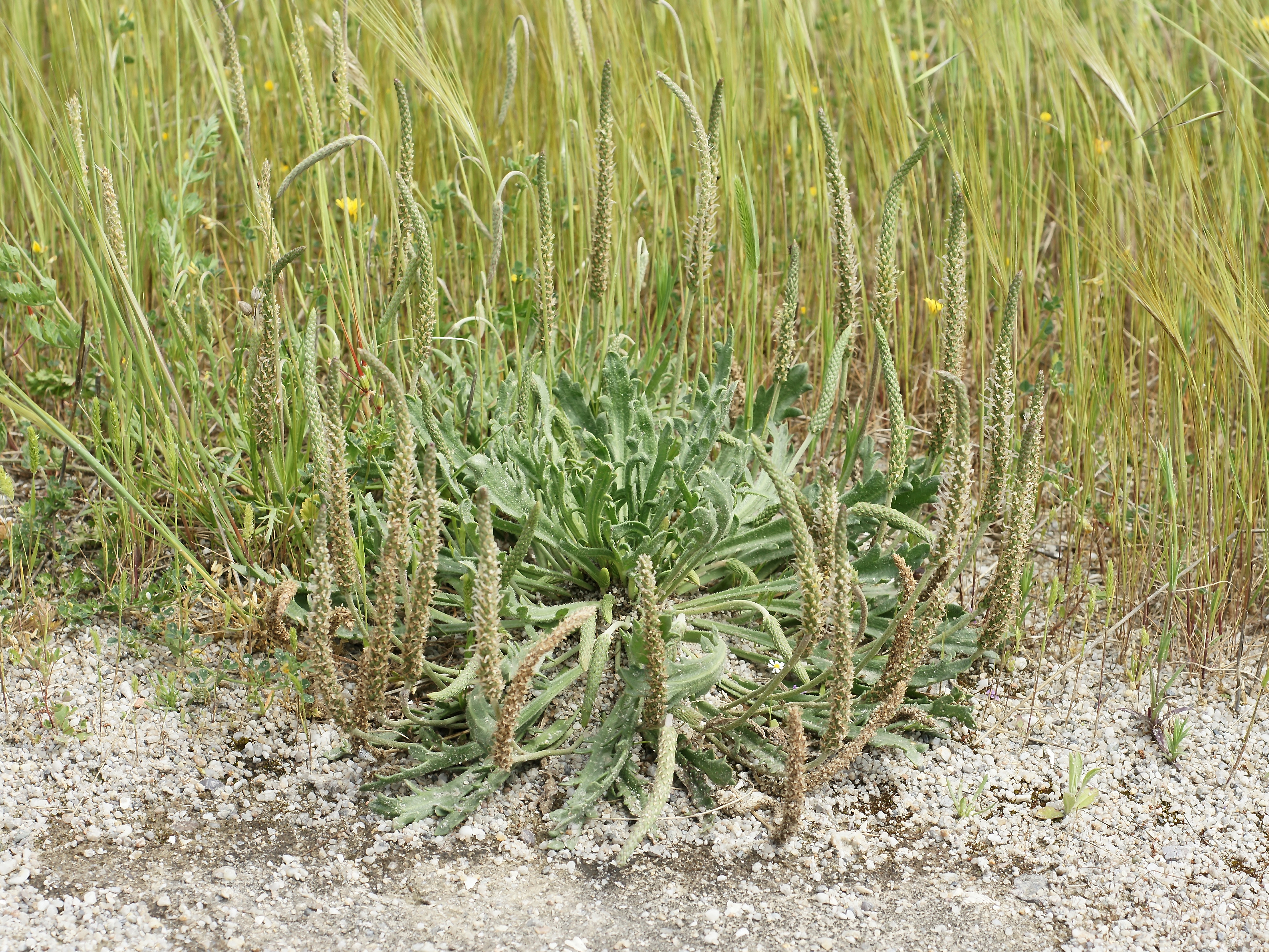
Il portamento

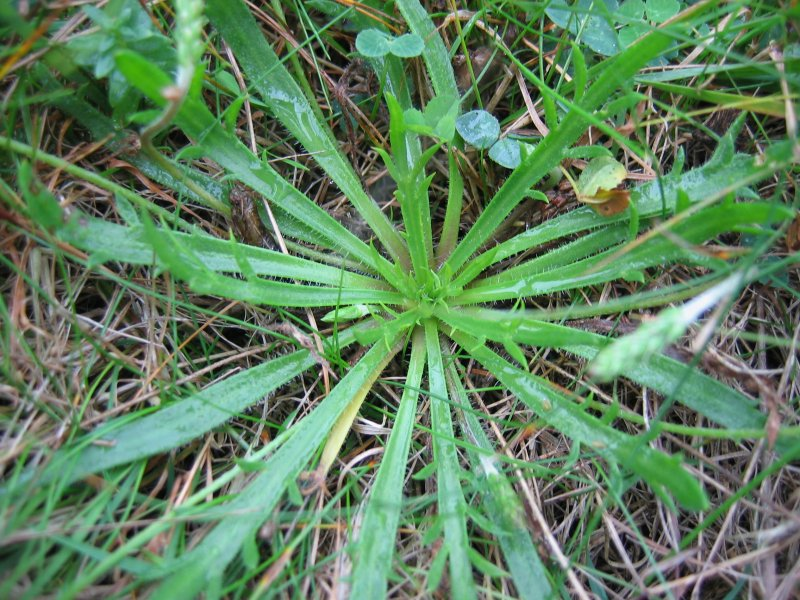
Rosetta basale

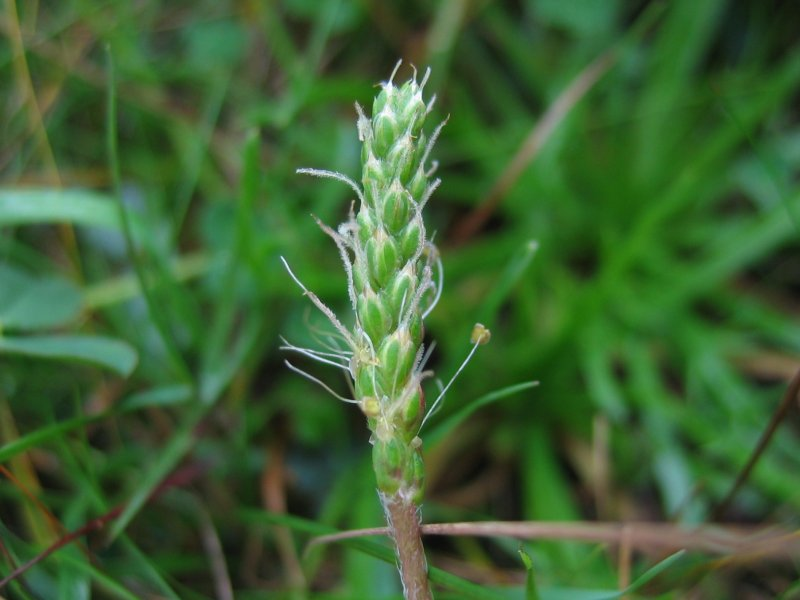
Infiorescenza

Le piante di questa voce hanno una altezza variabile da 3 a 30 cm. La forma biologica è emicriptofita rosulata (H ros), ossia in generale sono piante erbacee, a ciclo biologico perenne, con gemme svernanti al livello del suolo e protette dalla lettiera o dalla neve e hanno le foglie disposte a formare una rosetta basale. Sono presenti anche cicli biologici bienni (H bienn)  e altre forme biologiche come terofita scaposa (T scap), piante erbacee che differiscono dalle altre forme biologiche poiché, essendo annuali, superano la stagione avversa sotto forma di seme e sono munite di asse fiorale eretto e spesso privo di foglie. Sono inoltre piante proterogine (gli ovuli maturano prima del polline per evitare l'autofecondazione in quanto sono piante soprattutto anemogame). In genere la pubescenza di queste piante è formata da peli semplici.

### Radici
Le radici sono secondarie e numerose da rizoma.

### Fusto
La parte aerea della pianta consiste in uno o più assi fiorali (= scapi) ascellari, allungati, arcuati e privi di foglie. Gli scapi sono robusti con un diametro di 1,0 - 1,5 mm e lunghezza 1 - 2 volte le foglie. La superficie è ricoperta di peli irsuti o più o meno appressati. Lunghezza degli scapi: 5 – 8 cm.

### Foglie
Le foglie sono tutte in rosetta basale con disposizione spiralata e sono persistenti per tutto l'anno. La lamina è lunga e stretta con parte centrale larga (alla base) 2 – 3 mm (all'apice si restringe di poco). Ai lati (nella metà superiore) sono presenti 2 - 6 lacinie per lato, acute e spesso dentate (quelle più grandi si presentano più o meno pennatosette). La consistenza è membranosa ma non carnosa. Dimensioni delle foglie: larghezza 2 – 5 mm; lunghezza 3 – 7 cm.

### Infiorescenza
Le infiorescenze sono delle spighe composte da fiori riuniti in gran numero. I fiori sono sessili, piccoli e ridotti in ogni elemento. Le spighe hanno delle forme cilindrico-lineari interrotte alla base. Ogni spiga è sorretta da uno scapo (= peduncolo) robusto, eretto, angoloso e generalmente pubescente. Nell'infiorescenza sono presenti delle brattee carenate a forma ovata (alla base) e con un mucrone lungo 2/3 - 3/4 della parte laminare; le brattee avvolgono il calice e sono più lunghe del calice stesso, sono inoltre ricoperte da corti peli appressati. La spiga prima dell'antesi è ricurva. Dimensioni della spiga: lunghezza 2 – 10 cm; diametro 3 – 4 mm. Lunghezza delle brattee: 2,5 – 3 mm.

### Fiore
I fiori sono ermafroditi, attinomorfi, tetrameri (4-ciclici), ossia con quattro verticilli (calice – corolla - androceo – gineceo) e tetrameri (4-meri: la corolla e il calice sono più o meno a 4 parti).
- Formula fiorale:

X oppure *, K (4-5), [C (2+3) oppure (4), A 2+2 oppure 2] G (2), (supero), capsula.
- Calice:  il calice formato da 4 sepali è gamosepalo e attinomorfo a forma di tubo terminante con 4 denti (la parte terminale dei quattro sepali); la superficie è glabra o cigliata. I sepali possono essere leggermente riuniti 2 a 2, e quelli posteriori sono carenati acutamente con un'ala stretta o nulla. Il calice è inoltre persistente.
- Corolla:  la corolla formata da 4 petali è gamopetala e attinomorfa (in realtà i petali da 5 sono diventati 4 per fusione dei due petali superiori). La consistenza è membranosa (o scariosa) ed ha un tubo peloso allungato terminante con 4 lobi patenti e glabri. La forma dei lobi è ovato-acuminata e sono lunghi metà della parte tubolare (dimensione: larghezza 0,6 mm; lunghezza 1 - 1,2 mm). Lunghezza del tubo corollino: 2 - 2,5 mm.
- Androceo: gli stami sono 4 didinami e epipetali (adnati all'interno della corolla) con disposizione alternata rispetto ai petali; la loro lunghezza supera quella della corolla. Le antere a forma ellittica sono grosse a due logge con appendice triangolare (le sacche polliniche sono divergenti) e deiscenza longitudinale. I grani pollinici sono tricolporati.
- Gineceo: l'ovario è supero formato da due carpelli saldati (ovario biloculare; ma possono essere presenti da 1 fino a 4 loculi). In ogni loculo si trova uno o più ovuli a placentazione assile (se il loculo è uno solo, allora la placentazione può essere libera, centrale o basale). Gli ovuli hanno un solo tegumento e sono tenuinucellati (con la nocella, stadio primordiale dell'ovulo, ridotta a poche cellule).[15] Lo stilo è unico, filiforme con uno stigma cilindrico o usualmente bilobo (a volte lo stigma è piumoso). Il disco nettario è assente (l'impollinazione è soprattutto anemogama).
- Fioritura: da aprile a agosto (al Sud dell'Italia da marzo a ottobre).

### Frutti
I frutti sono delle capsule da ovoidi a ellissoidi con deiscenza trasversale (opercolata, ossia con coperchio) in parte nascoste dai sepali persistenti. I semi sono numerosi (da 4 a 5) e con la faccia interna piana; il colore è bruno. I cotiledoni sono paralleli al lato ventrale. Lunghezza dei semi: 1 mm.

## Riproduzione
- Impollinazione: l'impollinazione avviene in parte tramite insetti (impollinazione entomogama), ma soprattutto tramite il vento (impollinazione anemogama).[9]
- Riproduzione: la fecondazione avviene fondamentalmente tramite l'impollinazione dei fiori (vedi sopra).
- Dispersione: i semi cadendo a terra (dopo essere stati trasportati per alcuni metri dal vento – disseminazione anemocora) sono successivamente dispersi soprattutto da insetti tipo formiche (disseminazione mirmecoria), ma anche da uccelli.[10]

## Distribuzione e habitat

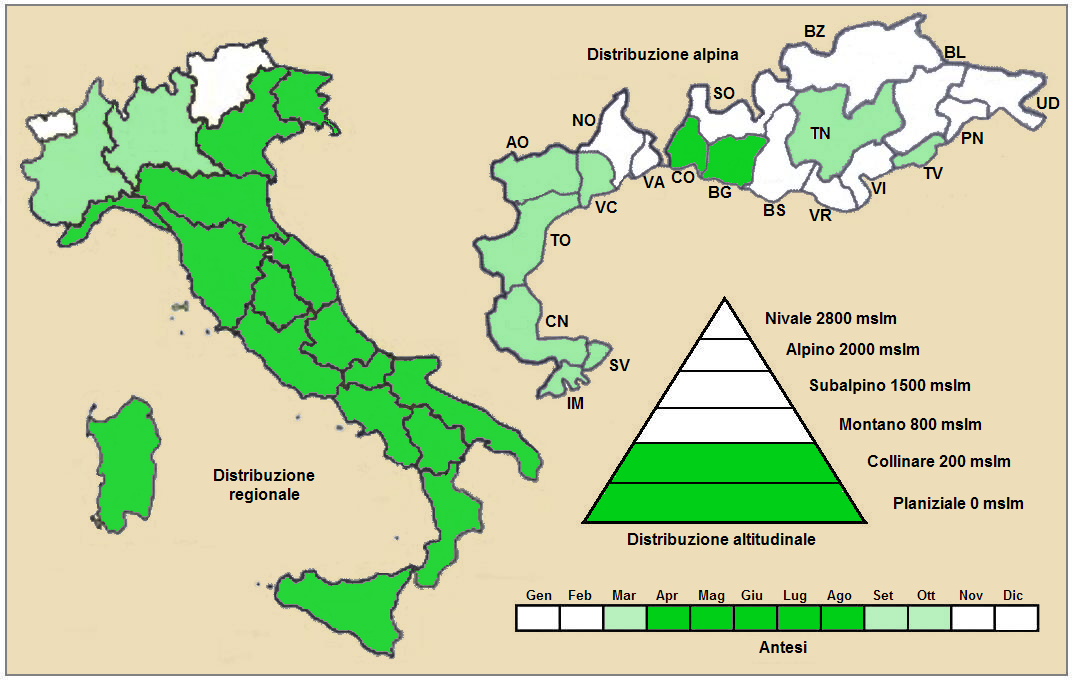
Distribuzione della pianta
(Distribuzione regionale – Distribuzione alpina)

- Geoelemento: il tipo corologico (area di origine) è Euri-Mediterraneo.
- Distribuzione: sul territorio italiano ha una distribuzione continua dal Nord al Sud; è considerata una pianta comune, un po' meno al Nord. La distribuzione nelle Alpi è discontinua:  in Italia si trova nelle province di Como e Bergamo; mentre all'estero è presente nei dipartimenti di Alpes-de-Haute-Provence, Drôme, Savoia e Alta Savoia) in Francia e Länder della Carinzia in Austria. Sugli altri rilievi europei collegati alle Alpi si trova nel Massiccio del Giura, Massiccio Centrale, Pirenei, Alpi Dinariche e Monti Balcani.[6] Nel resto dell'Europa e nell'areale del Mediterraneo Plantago coronopus si trova nell'Europa occidentale, Penisola Balcanica, Anatolia e Africa mediterranea.[17]
- Habitat: l'habitat tipico per questa specie sono gli incolti aridi (generalmente presso il mare), i prati salmastri e le scogliere; ma anche gli ambienti ruderali, scarpate e terreni salsi in genere. Il substrato preferito è calcareo ma anche siliceo con pH neutro, medi valori nutrizionali del terreno che deve essere umido.[6]
- Distribuzione altitudinale: sui rilievi queste piante si possono trovare fino a 800 m s.l.m.; frequentano quindi i seguenti piani vegetazionali: collinare e quello planiziale – a livello del mare.

### Fitosociologia

#### Areale alpino
Dal punto di vista fitosociologico alpino Plantago coronopus appartiene alla seguente comunità vegetale:

Formazione: delle comunità terofitiche pioniere nitrofile.
Classe: Stellarietea mediae
Ordine: Polygono aviculari-Poetalia annuae
Alleanza: Polygonion avicularis

#### Areale italiano
Per l'areale completo italiano Plantago coronopus appartiene alla seguente comunità vegetale:

Macrotipologia: vegetazione alofila costiera e continentale e delle dune sabbiose.
Classe: Saginetea maritimae
Ordine: Frankenietalia pulverulentae
Alleanza: Gaudinio-podospermion cani
Descrizione: l'alleanza Gaudinio-podospermion cani riunisce comunità legate ad ambienti argilloso-calanchivi. Per queste formazioni il bioclima è tipicamente mediterraneo, con termotipi da termo- a meso-mediterraneo. La distribuzione dell'alleanza interessa le aree calanchive dei territori centro-mediterranei (Sicilia e Aspromonte). Il tipo di vegetazione è a carattere effimero con dominanza di terofite con esigenze subalofile. Un'altra proprietà di questa comunità è il carattere marcatamente pioniero.
Altre alleanze per questa specie sono:
- Podospermo laciniati-Elytrigion athericae
- Plantagini-Catapodion marini
- Periballio-Trifolion subterranei

## Tassonomia
La famiglia di appartenenza della specie (Plantaginaceae) comprende 113 generi e 1800 specie (114 generi e 2100 specie o anche 90 generi e 1900 specie secondo altre fonti) ha una distribuzione più o meno cosmopolita ma con molti taxa distribuiti soprattutto nelle zone temperate e nell'areale mediterraneo. Il genere Plantago si compone di oltre 250 specie una trentina delle quali sono presenti nella flora spontanea italiana. All'interno della famiglia Plantaginaceae il genere è descritto nella tribù Plantagineae.
Il genere Plantago è suddiviso in 4 sottogeneri (subg. Plantago; subg. Coronopus (Lam. & DC.) Rahn; subg. Psyllium (Juss.) Harms; subg. Bougueria (Decne) Rahn & Reiche). La specie di questa voce è descritta all'interno del sottogenere Plantago sect. Coronopus insieme ad altre specie come Plantago alpina L. e Plantago maritima L..
La specie di questa voce (relativamente all'areale italiano) appartiene al gruppo Gruppo di P. coronopus comprendente le specie: P. coronopus, P. macrorrhiza Poir. e P. cupani Guss.. Questo gruppo di specie è individuato dai seguenti caratteri:
- lo scapo, generalmente arcuato, è posizionato alle ascelle delle foglie;
- le foglie sono tutte in rosetta basale con forme 1-2-pennatosette (larghezza 2 – 5 mm; lunghezza 3 – 7 cm);
- la spiga dell'infiorescenza è cilindrica (lunghezza 2 – 10 cm) e prima dell'antesi è ricurva;
- le antere hanno forme ellittiche (lunghezza 1,2 mm) con appendice triangolare di 0,3 mm;
- i semi sono colorati di bruno e sono lunghi 1 mm.

Il numero cromosomico di P. coronopus è: 2n = 10.

### Variabilità e sottospecie
Questa specie è variabile e polimorfa anche durante lo sviluppo della pianta stessa. Le prime foglie si presentano indivise, mentre solamente in seguito acquistano la tipica lamina dentata della specie. Le popolazioni in habitat salmastri (scogliere vicine agli spruzzi marini) tendono ad avere un ciclo biologico più breve (annuo) con fogliame a lamine indivise (e possono essere confuse con gli individui della specie Plantago bellardi All.). Tuttavia procedendo verso l'interno del territorio si trovano sempre più individui a ciclo bienne o perenne con foglie più o meno divise. La polimorfia in questo caso è "agenica" (non trasmissibile geneticamente).
Per questa specie è riconosciute valida la seguente sottospecie:
- Plantago coronopus subsp. ceratophylla (Hoffmanns. & Link) Franco, 1984: ha un ciclo biologico annuo o bienne, le foglie sono più o meno grasse con rachide allargata e denti acuti (non acuminati).

Sandro Pignatti nella "Flora d'Italia" descrive la sottospecie commutata (Guss.) Pilger attualmente considerata una specie autonoma con il nome di Plantago weldenii Rchb. e la varietà columnae (Gouan) Willd. con denti e lacinie irregolari e radici ingrossate, attualmente considerata un sinonimo della specie di questa voce.

### Sinonimi
Questa entità ha avuto nel tempo diverse nomenclature. L'elenco seguente indica alcuni tra i sinonimi più frequenti:
- Arnoglossum subulatum Gray
- Asterogeum laciniatum  Gray
- Coronopus vulgaris  Fourr.
- Plantago aschersonii  Bolle
- Plantago columnae  Gouan
- Plantago coronopifolia  L.
- Plantago coronopoda  St.-Lag.
- Plantago filiformis  K.Koch
- Plantago jacquinii  Roem. & Schult.
- Plantago laciniata  Willk.
- Plantago neglecta  Guss.
- Plantago tenuis  Hoffmanns. & Link
- Plantago stellaris  Salisb.

Sinonimo della sottospecie ceratophylla
- Plantago ceratophylla Hoffmanns. & Link

### Specie simili

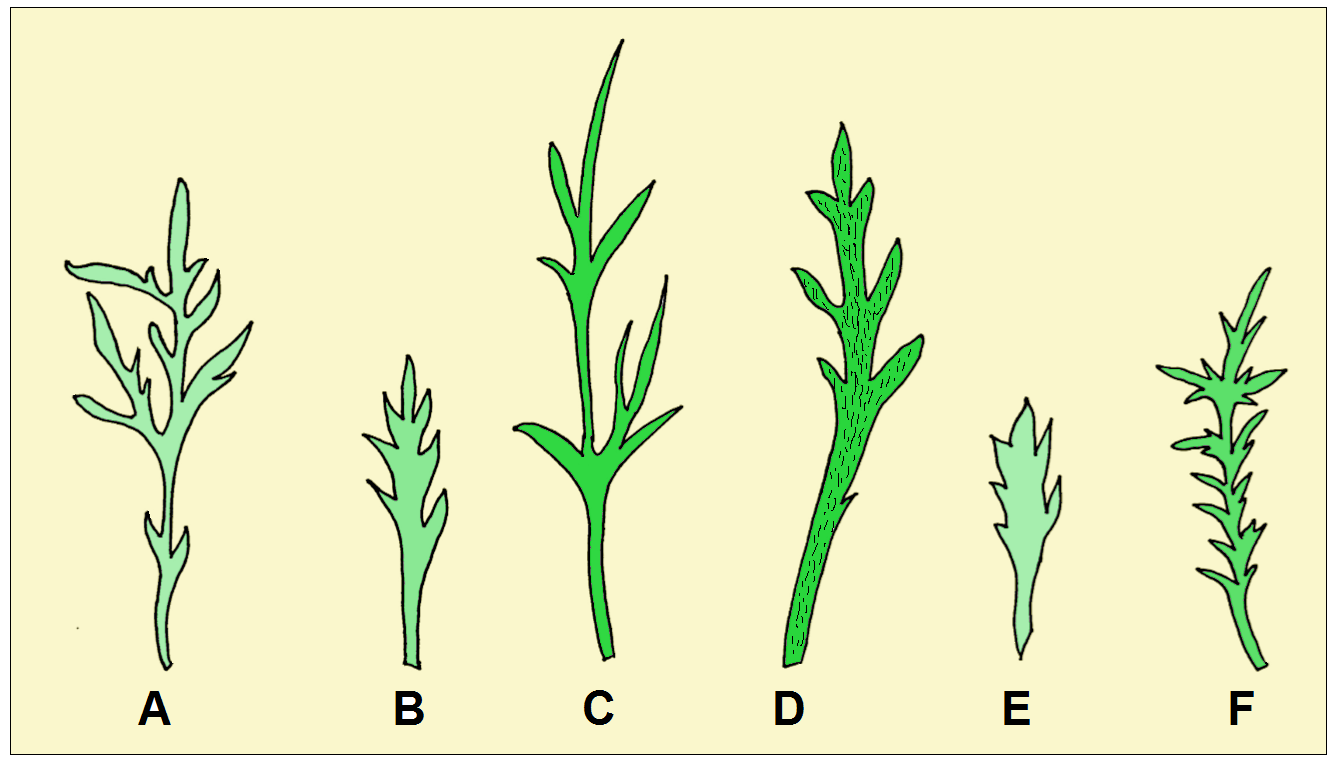
A: P. coronopus subsp. coronopus - B: P. coronopus subsp. ceratophylla - C: P. coronopus var. columnae - D: P. weldewnii - E: P. macrorrhiza - F: P. cupani (da Pignatti)

Le tre specie del Gruppo di P. coronopus si distinguono per i seguenti caratteri:
- Plantago coronopus L: la parte centrale delle foglie è nastriforme (con bordi più o meno paralleli) e i denti sono acuti; le brattee sono mucronate e possono superare in lunghezza il calice; la spiga dell'infiorescenza è sottile (diametro 3 – 4 mm); i lobi della corolla sono lunghi 1/2 della parte tubolare; i semi sono 4 - 5.
- Plantago macrorrhiza Poir.: la parte centrale delle foglie si allarga verso l'apice e i denti sono ovati; le brattee sono mucronate e possono superare in lunghezza il calice; la spiga dell'infiorescenza è grossa (diametro 5 – 6 mm); i lobi della corolla sono lunghi come la parte tubolare; i semi sono 1 - 2.
- Plantago cupanii Guss.: le brattee non sono mucronate e sono lunghe 1/2 del calice.

Una specie molto simile a quella di questa voce è Plantago weldenii Rchb. (in passato considerata sottospecie di coronopus: Plantago coronopus subsp. commutata (Guss.) Pilger). Si distingue dalla specie di questa voce per i seguenti caratteri:
- le brattee sono più piccole (non sporgono oltre il calice) e la mucronatura è lunga al massimo 1/3 della parte laminare;
- lo scapo è più grosso (diametro di 1,5 – 2 mm), ma più breve delle foglie;
- i sepali posteriori hanno la carena con una ala allargata.

Distribuzione e habitat: si trova solamente al Sud dell'Italia con habitat tipico sulle coste sabbiose o rocciose.

## Usi

### Farmacia
Secondo la medicina popolare questa pianta ha le seguenti proprietà medicamentose:
- lassativa (ha proprietà purgative);
- oftalmica (facilità il flusso del sangue agli occhi e quindi rafforza la resistenza alle infezioni).

### Cucina
In cucina vengono usate le giovani foglie crude o cotte; sono abbastanza tenere ed hanno un lieve sapore amaro. In alcune zone le foglie, per intenerirle, vengono sbollentate per alcuni secondi prima di essere usate.

## Altre notizie
La piantaggine piede di corvo in altre lingue è chiamata nei seguenti modi:
- (DE)  Krähenfuß-Wegerich
- (FR)  Plantain pied de corbeau
- (EN)  Buck's-horn Plantain